# Kathedrale von Namur

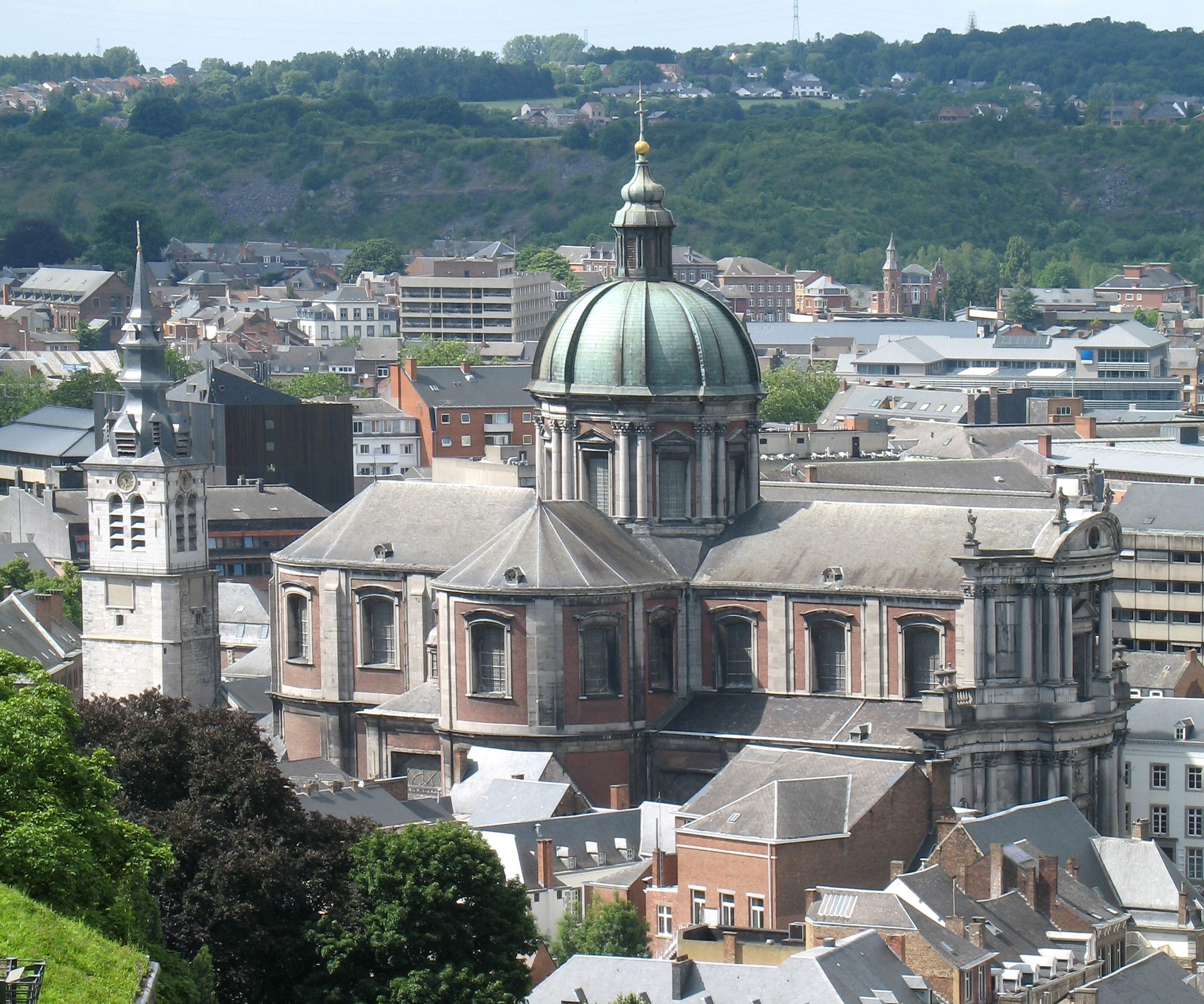
Kathedrale von Namur

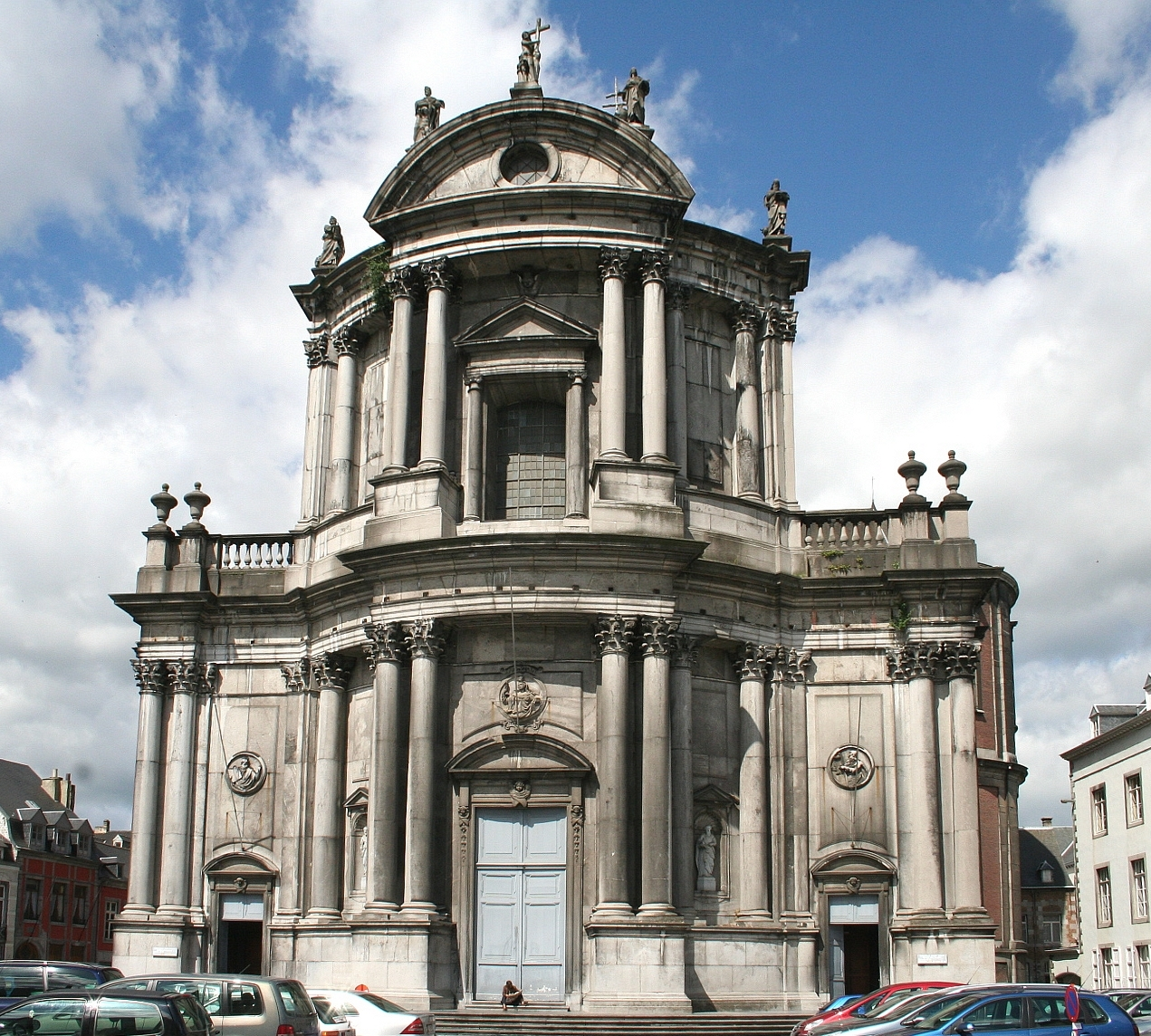
Fassade

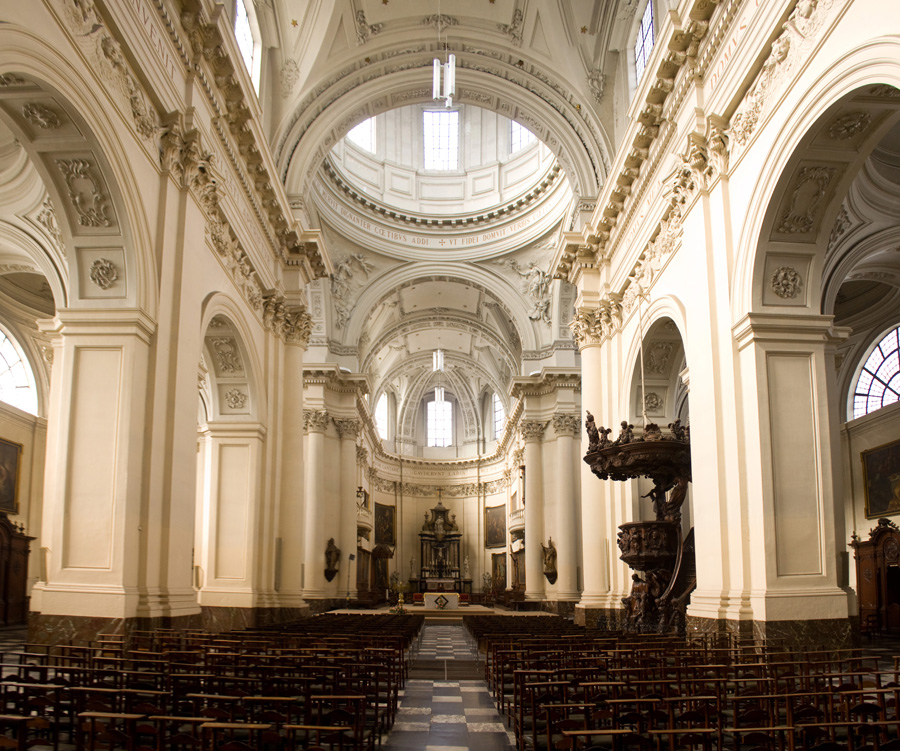
Inneres

Die Kathedrale von Namur mit dem Patrozinium Saint-Aubain (St. Alban) ist die Bischofskirche des römisch-katholischen Bistums Namur in Namur (Belgien). Sie gilt als bedeutendes Beispiel spätbarocker Architektur und einzig in ihrer Art in Belgien.

## Geschichte
Im Jahr 1047 wurde das Kollegiatstift St. Alban in Namur gegründet. Nach der Errichtung des Bistums Namur 1559 wurde die Stiftskirche zur Kathedrale erhoben. Zu Beginn des 18. Jahrhunderts galt sie als stilistisch veraltet. Die Überschwemmung des Jahres 1740 machte sie vollends baufällig. Bischof und Domkapitel beschlossen einen Neubau auf den Fundamenten der Stiftskirche und der benachbarten Pfarrkirche Saint-Jean-Évangeliste. Mit dem Architekturentwurf wurde Gaetano Pisoni beauftragt, der zu dieser Zeit in Brüssel wirkte. 1751 wurde der Grundstein gelegt. Die Arbeiten, insbesondere an der Kuppel, zogen sich jedoch hin und konnten erst 1767 abgeschlossen werden. Die feierliche Weihe erfolgte am 20. September 1772.

## Architektur
Ältester Teil der Kathedrale ist der freistehende Glockenturm im Westen, der von der Stiftskirche erhalten blieb. Die mittelalterlichen Untergeschosse wurden 1648 um ein frühbarockes Obergeschoss erhöht.
Die Kirche selbst, im barock-klassizistischen (Louis-seize-) Stil gehalten, ist eine gewestete dreischiffige Basilika. Mit ihrem breiten Querhaus, dessen Arme apsidial schließen, und dem langen Chor sowie der mächtigen Tambour-Kuppel über der Vierung kommt sie einem Zentralbau nahe. Diese Wirkung wird durch die nachkonziliare Altarinsel in der Vierung verstärkt. Die übrige künstlerische Ausstattung – Kanzel, Altäre, Gemälde – sind weitgehend original. Die zweigeschossige, geschwungene Schaufassade an der Ostseite musste nach Verwitterungsschäden um 1900 vollständig erneuert werden.

## Orgel
Die Orgel geht zurück auf ein Instrument, das in den Jahren 1844 bis 1849 von dem Orgelbauer Wilhelm Korfmacher erbaut wurde. Erhalten ist bis heute das imposante Orgelgehäuse. Das Instrument hatte um die 50 Register auf drei Manualen und Pedal. Im Laufe der Jahre wurde das Orgelwerk mehrfach renoviert, und in den Jahren 1964–1968 umfassend umgebaut. Das Instrument hat heute 60 Register auf vier Manualen und Pedal.
| I Grand Orgue C–g3 |       |
| Montre             | 16′   |
| Montre             | 8′    |
| Flûte              | 8′    |
| Principal          | 4′    |
| Flûte à fuseau     | 4′    |
| Quinte             | 2 ⁄3′ |
| Doublette          | 2′    |
| Cornet V           |       |
| Fourniture V       |       |
| Cymbale III        |       |
| Basson             | 16′   |
| Trompette          | 8′    |
| Clairon            | 4′    |

| II Recit expressif C–g3 |        |
| Bourdon                 | 16′    |
| Principal               | 8′     |
| Bourdon                 | 8′     |
| Salicional              | 8′     |
| Voix céleste            | 8′     |
| Principal               | 4′     |
| Flûte à cheminée        | 4′     |
| Quinte bouchée          | ⁄3′    |
| Nazard                  | 2′     |
| Tierce                  | 1 3⁄5′ |
| Septième                | 1 ⁄7′  |
| Plein-jeu VI            |        |
| Douzaine                | 16′    |
| Hautbois                | 8′     |
| Musette                 | 4′     |

| III Positif expressif C–g3 |    |
| Flûte à cheminée           | 8′ |
| Quintaton                  | 8′ |
| Principal                  | 4′ |
| Cor de chamois             | 4′ |
| Sesquialtère II            |    |
| Octave                     | 2′ |
| Flûte à fuseau             | 2′ |
| Fourniture III             |    |
| Cymbale II                 |    |
| Voix humaine               | 8′ |
| Chalumeau                  | 4′ |

| IV Pectoral C–g3 |    |
| Bourdon          | 8′ |
| Flûte à cheminée | 4′ |
| Principal        | 2′ |
| Sifflet          | 1′ |
| Terzian II       |    |
| Cymbale III      |    |
| Cromorne         | 8′ |

| Pedalwerk C–f1 |        |
| Bourdon        | 32′    |
| Montre         | 16′    |
| Soubasse       | 16′    |
| Principal      | 8′     |
| Flûte          | 8′     |
| Quinte         | 5 1⁄3′ |
| Octave basse   | 4′     |
| Cor de nuit    | 2′     |
| Plein-jeu IV   |        |
| Bombarde       | 16′    |
| Trompette      | 8′     |
| Clairon        | 4′     |
| Zink           | 2′     |